# الدوري الأوكراني الممتاز 2005–06
الدوري الأوكراني الممتاز 2005–06 (بالأوكرانية: Чемпіонат України з футболу 2005—2006: вища ліга)‏ هو الموسم 15 من  الدوري الأوكراني الممتاز. كان عدد الأندية المشاركة فيه  16، وفاز فيه نادي شاختار دونيتسك.